# Carl Veidahl
Carl Otto Halvorsen Veidahl (* 6. März 1879 in Våler; † 27. Juli 1974 in Oslo) war ein norwegischer Sportschütze. 

## Biografie
Carl Veidahl belegte bei den Olympischen Sommerspielen 1912 in Stockholm im Dreistellungskampf mit dem Armeegewehr den 89. Platz.